# Stony Plain Records

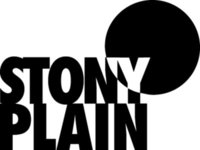
Logo

Stony Plain Records is een onafhankelijk Canadees platenlabel, dat gespecialiseerd is in roots-genres, met name country, folk en blues. Het werd in 1976 opgericht door zakenman, platenproducer en radioprogrammamaker Holger Peterson en is gevestigd in Edmonton. 
Peterson had in die tijd een bluesprogramma op een lokaal station in Alberta, waardoor hij in contact kwam met allerlei muzikanten. Hij nam enkele platen op, die werden uitgebracht op London Records, waarna hij met een eigen label kwam. Het eerste album op dat label was van een vriend, de folkmuzikant Paul Hann. Het duurde tot halverwege de jaren tachtig voordat het label financieel op eigen benen kon staan. In 1993 leerde Peterson de gitarist Duke Robillard kennen, die uiteindelijk zo'n twintig albums op Stony Plain uitbracht, maar ook platen voor het label produceerde, onder meer van Jimmy Witherspoon, Jay McShann, Rosco Gordon en Billy Boy Arnold. Andere artiesten die op het label werden uitgebracht zijn onder meer Long John Baldry, Maria Muldaur, Jeff Healey, Joe Luis Walker en Earl, Ronnie & the Broadcasters.